# Église de l'apôtre Pierre de Jaffa
L’église de l'apôtre Pierre et de Tabitha-la-Juste (en russe : Церковь апостола Петра) est une église orthodoxe russe située à Jaffa en Terre sainte (territoire d'Israël). Elle a été construite non loin de la maison de Simon le corroyeur (dit aussi Shimeon le tanneur de Jaffa) qui, selon l'Écriture sainte, a reçu l'apôtre Pierre à Joppé (ancien nom de Jaffa). L'église appartient à la mission russe de Jérusalem.

## Historique
L'église a été construite sur un terrain acheté par l'archimandrite Antonin Kapoustine en 1868, qui abritait déjà une maison pour les pèlerins russes qui arrivaient par bateau au port de Jaffa. Elle était entourée d'un jardin de citronniers, d'orangers, de grenadiers, et d'autres arbres fruitiers, de cyprès et d'eucalyptus.
L'itinéraire des pèlerins allait de Jaffa à Jérusalem par Ramla, Lod et Abou Gosh. Ils étaient escortés de gardes et de représentants de la mission russe de Jérusalem et à partir de 1882 de membres de la société impériale de Palestine orthodoxe. Leur nombre augmente rapidement avec l'ouverture de la ligne de chemin de fer Jaffa-Jérusalem.
La construction de l'église commence en 1888 par des maîtres d'œuvre italiens et des ouvriers locaux. La première pierre est bénite en présence du grand-duc Serge Alexandrovitch de Russie et de son frère Paul.
L'église est consacrée le 16 (28) janvier 1894 par la patriarche orthodoxe russe de Jérusalem, Guérassime, et d'autres membres du clergé, dont l'archimandrite Antonin.
L'église est restaurée à partir de 1995, ainsi que la maison du desservant, et les travaux se terminent en 2000. Elle est de style néobyzantin, et le clocher imite un campanile italien de la Renaissance.

## Architecture

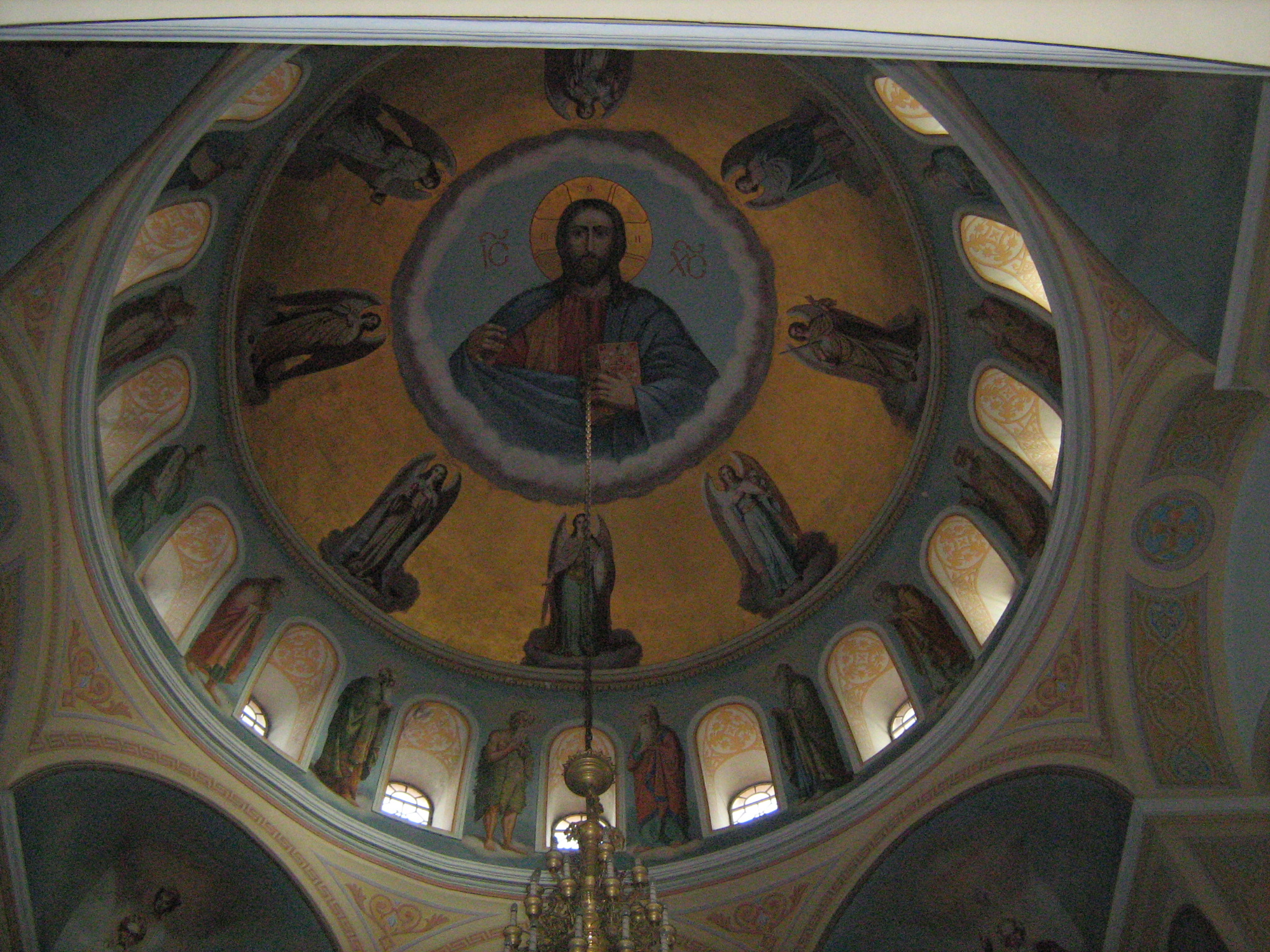
Fresques de la coupole

L'archimandrite Antonin, qui avait été longtemps desservant à l'église de la Sainte-Trinité d'Athènes, et à celle de l'ambassade à Constantinople, dirige les travaux. Il était lui-même féru d'art byzantin. Le clocher est l'édifice le plus haut de Jaffa à l'époque. Les fresques intérieures datent de 1905 et représentent la vie de saint Pierre.

## Chapelle de Tabitha
Des fouilles de l'époque de l'archimandrite Antonin, menées par Conrad Schick dans le jardin, ont mis au jour la chapelle funéraire de la famille de la veuve Tabitha que saint Pierre, selon les Écritures saintes, a ressuscitée de sa maladie. Le sol est recouvert de mosaïques géométriques byzantines du Ve siècle. Une chapelle importante, dont on remarque encore les restes, se trouvait au-dessus de la sépulture.

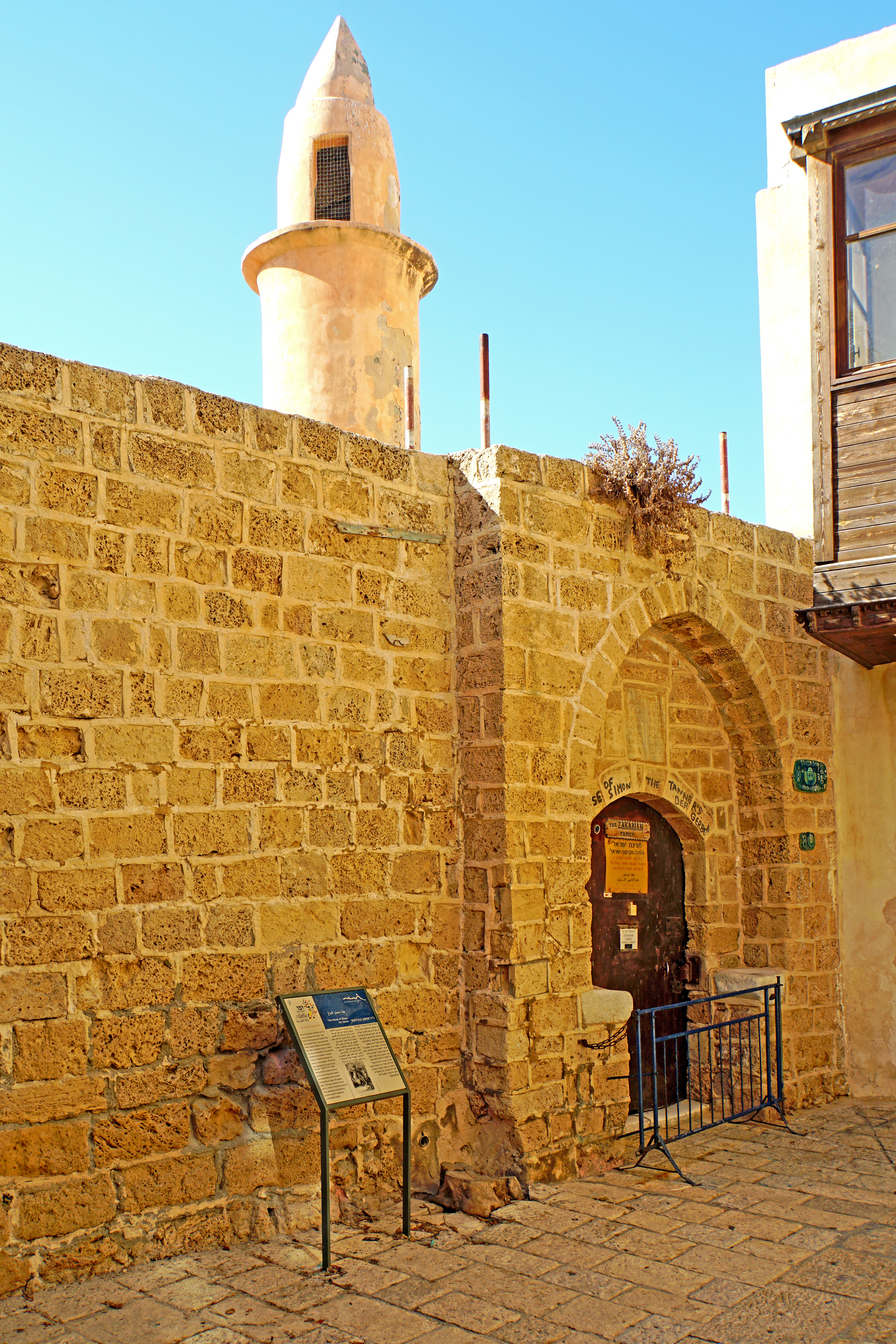
Entrée de la maison de Simon le tanneur à Jaffa